# Ligue communiste révolutionnaire du Japon (Quatrième Internationale)
Pour les articles homonymes, voir Ligue communiste révolutionnaire (homonymie).
Ne doit pas être confondu avec Ligue communiste révolutionnaire du Japon (faction marxiste révolutionnaire), Ligue communiste révolutionnaire (Japon) ou Ligue communiste révolutionnaire japonaise.
 (juin 2018).
- Si vous ne connaissez pas le sujet, laissez ce bandeau (vous pouvez alors contacter les auteurs).
- Si vous supprimez le contenu mis en cause (vous pouvez préalablement contacter les auteurs),

argumentez précisément cette suppression dans la page de discussion
(un manque de référence n'est pas un argument ; une recherche réelle de référence doit avoir été effectuée, être formellement documentée).
La Ligue communiste révolutionnaire du Japon (Quatrième Internationale) (日本革命的共産主義者同盟（第四インターナショナル日本支部）), était un parti issu de la Nouvelle Gauche. Issu de la Ligue communiste révolutionnaire du Japon, formée en 1956, elle a repris ce nom en 2002.
On utilisait les abréviations "quatre" ou "inter" pour la désigner. Ses principaux dirigeants sont Tsukasa Nishikyo (Shiro Ooya), Susumu Okaya, Ryu Ota, Susumu Sakai et Susumu Oda. Son principaux journal était "Quatrième Internationale" puis "Révolution Mondiale". Son organisation étudiante se nommait "Ligue communiste des étudiants internationalistes". La couleur du casque de ses manifestants était rouge avec une faucille et un marteau noir.

## Résumé

Les casques rouges utilisés par la LCRJ(QI)

En décembre 1957, la Fédération trotskyste du Japon se rebaptisa Ligue communiste révolutionnaire, et, en août 1958, la faction de Ryu Ota, qui acceptait totalement la tactique d'entrisme de Michel Pablo au sein du Parti socialiste du Japon, scissionna du parti pour former l'Association trotskyste japonaise. En janvier 1959, Koichi Kuroda, qui était co-président du parti, fut accusé d'avoir essayé de vendre des informations à la Japanese Democratic Youth Alliance et à la division de la sécurité publique du département de la police métropolitaine. Kuroda fut expulsé au congrès annuel d'aout, et la "faction anti-stalinienne" qui défendait les idées de Yugarashi Kuroda forma alors le Comité national de la ligue communiste révolutionnaire, se retirant du parti.
En 1965, les comités restants du parti fusionnèrent avec le Parti communiste internationaliste d'Ota, pour former la Ligue Communiste révolutionnaire du Japon (Quatrième Internationale).
Dans les années 70, parti a été très actif au sein du Front révolutionnaire uni pour la libération de l'extrême-orient, combattant notamment les projets d’aéroport de Narita (avec l'occupation de sa tour de contrôle en 1978) et de Tokyo.
En 1991, le treizième Congrès mondial du secrétariat international de la quatrième internationale prive la branche japonaise de la qualification de «section», en raison de «problème de discrimination sexuelle» apparu au début des années quatre-vingt. La section japonaise en tant qu'organisation s'est alors désagrégé jusqu'à disparaitre en 2002.
Actuellement la Ligue communiste révolutionnaire japonaise et le Conseil national des travailleurs internationalistes ne sont pas des "sections" mais des organisations observatrices. Le groupe de libération féminine de la Quatrième internationale a disparu en 1995.

## Histoire

### Les prémices et la faction du Kansai
Ses dirigeants étaient Tsukasa Nishikyo (Shiro Ooya), Susumu Okaya. « Révolution mondiale » « Quatrième Internationale » et « Prolétariat » étaient ses journaux.
Okaya était particulièrement critique du PCJ sur les expériences de luttes violentes menées par les étudiants, notamment dans les années 50, avec les Unités d'opération des villages de montagne et l’organisation Y.
Quand une controverse sur le programme politique du PCJ a éclaté en 1957, Okaya, qui était responsable du Département des affaires étudiantes du Parti communiste de Kyoto a fait paraitre la « Charte pour le Léninisme » sous le nom de « Yoshio Sawamura »  , qui a influencé non seulement des étudiants communistes, mais également des syndicalistes étudiant du Zengakuren-Bund.
Il s’est cependant attiré les foudres d'étudiants radicaux, qui le qualifièrent d’« économiste » et l’écartèrent quand il critiqua à nouveau les violences dans les luttes étudiantes des années 60, et mis en avant la grève des mineurs de Miike et son slogan de « Pouvoir ouvrier et nationalisation des mines de charbon ! »
En Novembre 1960, elle fusionna avec la majorité de la branche japonaise de la Quatrième Internationale.

### Extension de la branche de la Quatrième Internationale au Japon
Cette branche était dirigée par Tsukasa Nishikyo (Shiro Ooya), Yoshiba Sakai, Noboru Konno et Susumu Oda. Son journal hebdomadaire était « Révolution Mondiale » (devenu "Kakehashi" en 1996), son magazine théorique « Quatrième Internationale » (publié irrégulièrement). En février 1965, elle s’intégra au Parti communiste internationaliste (ICP, faction Ota) pour former la Ligue communiste révolutionnaire du Japon (Quatrième Internationale). Ryu Ota a été critiqué et écarté en 1966 pour n’avoir pas voulu intervenir avec l’ICP au sein des luttes contre la ratification du traité d’alliance Japon-Corée et contre la base militaire américaine de Tachikawa. Ses partisans ont formé la « faction trotskyste » au sein de l’Alliance des trois factions de la Zengakuren.
En 1967, Ota et ses partisans quittèrent la LCRJ (QI) pour fonder la Section japonaise de la quatrième internationale (fraction bolchevik-léniniste)
Pendant la lutte de l'Université de Tokyo en 1969, des unités de la LCRJ(QI), principalement les membres étudiants, ont affronté la police anti-émeute. A cette époque, il est connu que le professeur Shinobu Maruyama de l'université de Tokyo ait déclaré que "les étudiants ont réalisé une action si violente que les nazis auraient hésité à la faire", en évoquant la destruction du laboratoire du professeur Shinohara et la disparition de ses microfilms. Plus tard, le chef de la section de l'époque a déclaré : « Nous étions dans le laboratoire de Shinohara, dans le bâtiment dont nous avions la charge et il faisait juste froid, donc pour nous réchauffer nous avons brûlé des documents et des films". Ce récit a été publié en 1996 dans le journal du parti.
La même année, les étudiants liés au Parti s’organise dans la Ligue des étudiants communistes internationalistes.La faction affirmait que s’ouvrait le « début d'une nouvelle ère de rébellion de la jeunesse mondiale » et que la « révolution des travailleurs seulement » des anciens dirigeants du Kansai était une tendance de droite.
Le 31 mai 1969, 210 lycéens pacifistes d’Okinawa, parmi lesquels des membres du Front internationaliste lycéen (lié à la LCRJ(QI)) perturbèrent un rassemblement des professeurs d’Osaka. Une controverse surgit au sein du parti sur la question d’envahir ou non la scène. Une des factions déclara que l’action des lycéens n’était qu’un « exercice de destruction », « la situation actuelle est un défi de la nouvelle génération représentée par la Révolution de Mai en France. Nous devons essayer de défendre le développement de la jeunesse radical contre l'oppression du mouvement protestataire traditionnel », a déclaré la faction Sakai en réponse.
L’organisation avance alors que la « poussée révolutionnaire de tous les peuples » rend possible une « révolution de libération des peuples d’extrême orient ». Les factions de Sakai et Oda conduisirent la "campagne pour faire de Trotsky un pôle de radicalisme", avec comme théorie que la rupture de l’alliance militaire américaine, japonaise et coréenne était possible, en menant la lutte anti-impérialiste dans la totalité de l'Asie de l'Est par la solidarité et la connexion des peuples. Cette doctrine devient dominante dans le parti au cours des années 1970.

### Les années 1970
En vue de cette « révolution de libération de l’Extrême-Orient », la LCRJ (QI) s’est concentrée sur plusieurs points :
- La lutte contre l’installation de l’aéroport de Narita
- Le slogan « établissement d’un gouvernement ouvrier autonome à Okinawa », contre l’occupation américaine et japonaise
- Solidarité avec le Vietnam. S’inspirant du slogan de Guevara de créer « Un, deux trois Vietnams », elle est considérée comme une avancée dans la lutte de libération coloniale, et la paix est écartée.
- Le soutien au mouvement démocratique en Corée du Sud, contre les peines de mort pour les opposants à la dictature
- Participation à l’Alliance de soutien aux Buraku

Le mouvement s’est en outre engagé dans des mobilisations populaires comme lors des protestations pendant le scandale Lockheed, ou dans l’opposition au projet d’aménagement du lac Kasumigaura (abandonné en 1978)
L’organisation de la LCRJ (QI) était basée sur le centralisme démocratique, établissant le comité central comme centre décisionnaire, au-dessus des comités préfectoraux, et des branches régionales.
Cependant, contrairement à l’organisation adoptée par le PCJ et la Chukaku-ha, la formation de tendances internes présentes dans les congrès et prenant des décisions était acceptée. Les motions des congrès étaient publiées avec le pourcentage de votes pour et de votes contre.
Les déclarations et les articles d’opposants à la direction au sein du parti étaient publiés dans la presse du parti. Cette méthode est commune à toutes les sections du Secrétariat Unifié, et a été reprise par la JCRL actuelle.
Bien que promouvant les luttes ouvrières comme primordiales pour la révolution, l’organisation était également impliquée dans le mouvement de libération anticoloniale. Selon elle, il fallait avancer de concert les luttes populaires, les luttes anticoloniales, anti-pollution (comme l’aéroport de Narita), et la lutte pour la libération des burakus, pour faire s’élever ces luttes sur le plan politique jusqu’à la prise du pouvoir.
En outre, le terrorisme individuel et l’ « uchigeba », les luttes internes entre factions de gauche qui causaient à l’époque des morts et des blessés dans la Nouvelle Gauche, étaient refusés, comme nuisant aux « principes du mouvement de masses et des luttes populaires ».
Après 1972, la Chukaku-ha, la Kakumaru-ha et la Kaihō-ha, les trois principales factions de la Nouvelle Gauche, intensifièrent leurs conflits internes, permettant au Bunto de se renforcer et de quadrupler en taille. Cela profita à la LCRJ(QI), qui était auparavant assez marginale au sein de la nouvelle gauche, et qui put étendre son influence.
Dans la lutte du printemps 1974, la section japonaise obtint un fort crédit en s’opposant à la direction des syndicats, qui décida d’abandonner son appel initial à la grève générale sous la pression du gouvernement.  Dans la préfecture de Miyagi, le "comité de lutte consolidé de Miyagi" composé principalement de travailleurs de l'ancienne compagnie d'électricité proche de la LCRJ(QI) a été formé, et a rassemblé autour de lui le secteur des fonctionnaires, des chemins de fer nationaux, le télégraphe et d'autres entreprises privées. Menée par ce comité, la grève du 8 au 11 avril 1974 a été une victoire.
Dans le domaine du mouvement étudiant, les slogans «Reconstruire la zengakuren» avec les «partis de l'opposition universitaire - Un mouvement étudiant excluant l’uchigeba!»  lui ont permis d’obtenir la direction dans les Universités de Tohoku d’ Akita, de Yamagata, et dans l’Institut de Technologie Shibaura.
En 1975, le Comité Internationaliste des Travailleurs, organisant les jeunes travailleurs en tant que fraction trotskyste, l’Association des étudiants communistes internationalistes, le Front des Lycéens internationalistes et le comité des jeunes contre la guerre s’unifient et forment une organisation de jeunesse, la Ligue des jeunes communistes du Japon, avec 1 400 membres.
En outre, l’organisation a diffusé de la propagande auprès des soldats, avec le magazine « Soldats et travailleurs », et des femmes, avec une campagne visant à créer une organisation féminine populaire en 1978.
Le 26 mars 1978, au cri des slogans « "Siège, ruée sur l'aéroport et occupation !", la LCRJ(QI), alliée au Parti travailliste communiste, et à la Faction du drapeau de combat prolétarien du BUND, fit entrer par un passage souterrain quinze groupes d’interventions dans l’aéroport de Narita, qui prirent le contrôle de la tour de l’aéroport et détruisirent le matériel de communication. Dans le même temps, 4000 combattants ont attaqué à plusieurs endroits de l’aéroport. L’occupation de la tour de contrôle retarda l’ouverture de l’aéroport de Narita de deux mois.

## Sources
- (ja) Cet article est partiellement ou en totalité issu de l’article de Wikipédia en japonais intitulé « 日本革命的共産主義者同盟（第四インターナショナル日本支部 » (voir la liste des auteurs).